# Colubotelson intermedius
Colubotelson intermedius är en kräftdjursart som beskrevs av Nicholls 1944. Colubotelson intermedius ingår i släktet Colubotelson och familjen Phreatoicidae. Inga underarter finns listade i Catalogue of Life.